# Glas-Metall-Verbindung

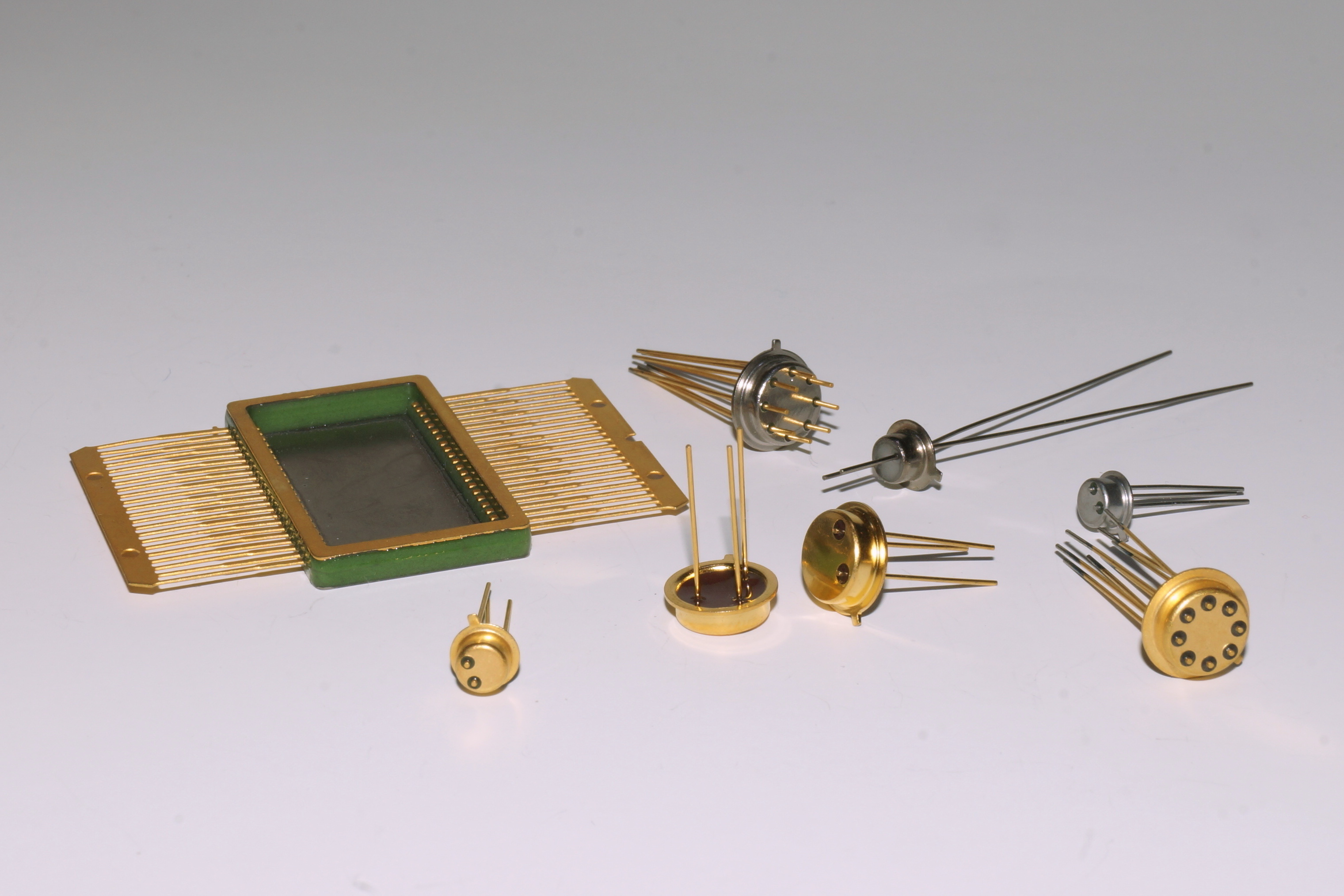
Sogenannte angepasste Glasdurchführungen elektronischer Bauteile

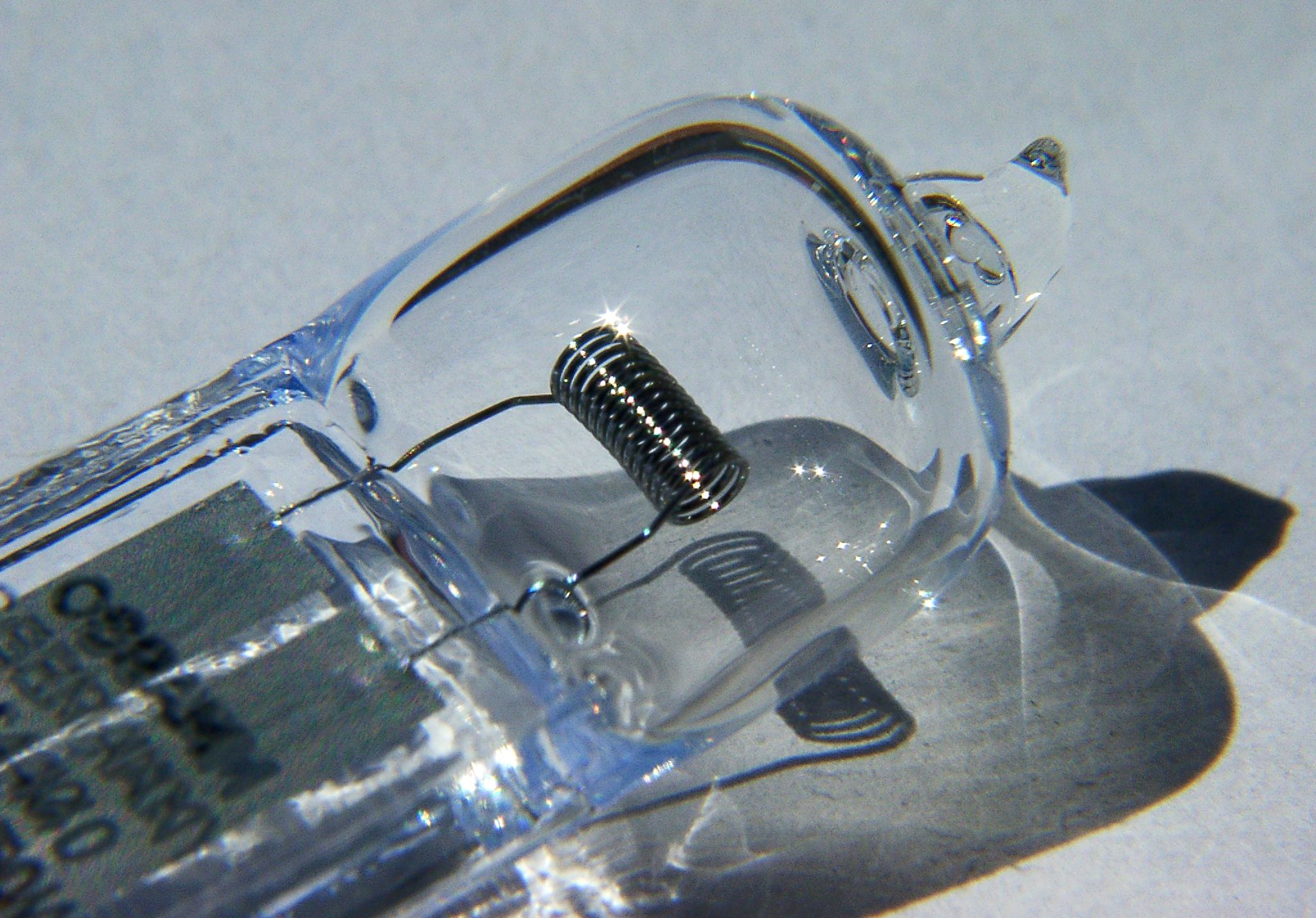
Halogen-Glühbirne mit Glasdurchführung von Molybdän-Folienstreifen

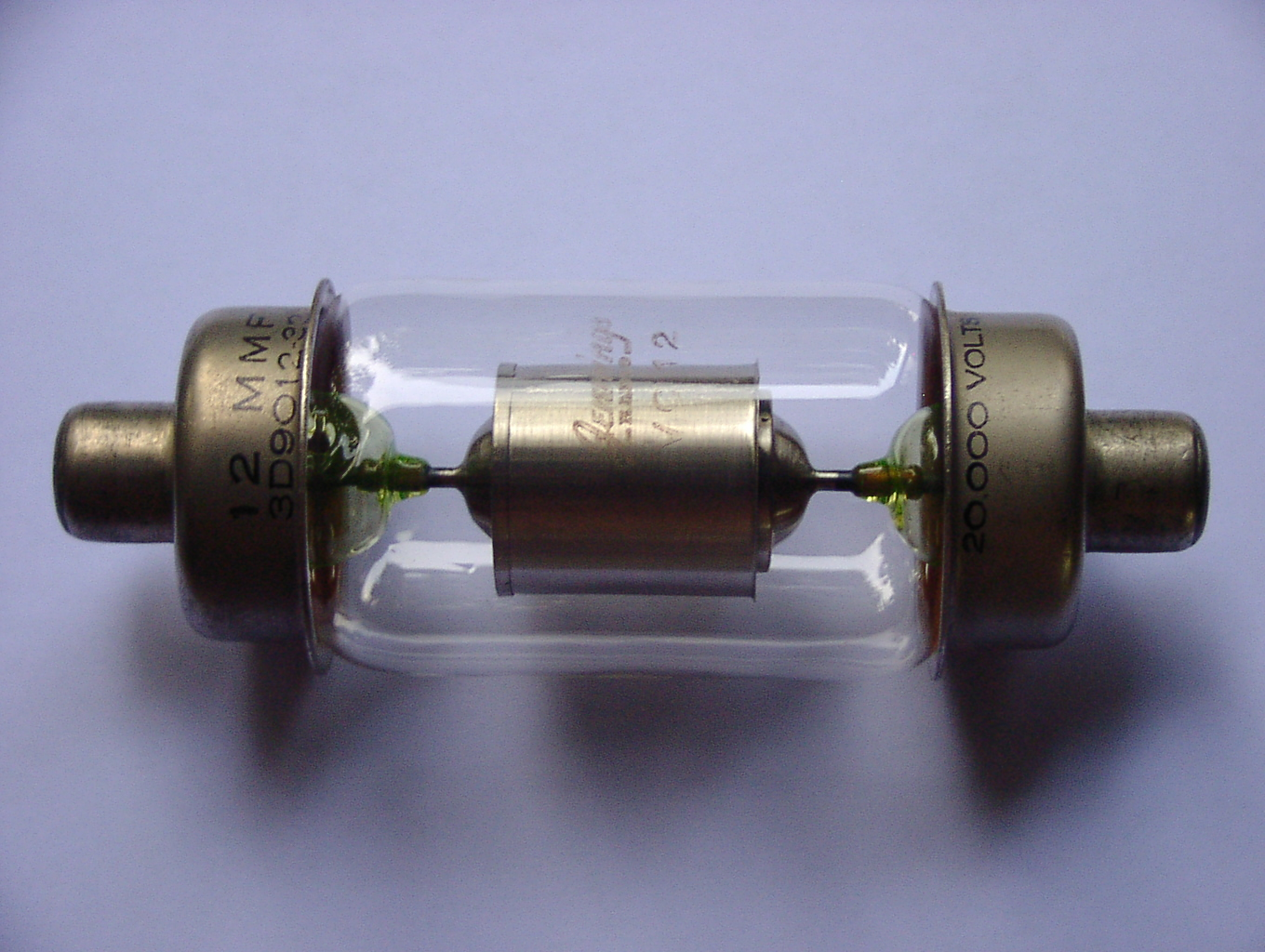
Uranglas zur Kontakt-Durchführung eines Vakuum-Kondensators

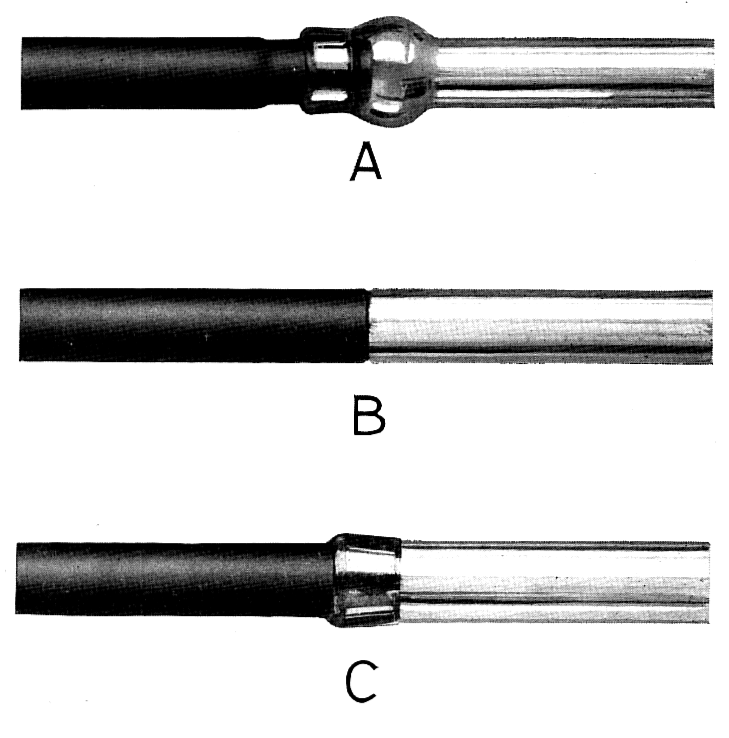
Drei Arten Kupferrohrdichtungen
A – Die Kante des Rohres hat keinen Kontakt zum Glas.
B und C – Das Ende des Kupferrohrs wurde zu einer nachgiebigen Ringschneide ausgebildet. Der Glaskörper liegt bei (B) innerhalb und bei (C) außerhalb der Rohrkante.

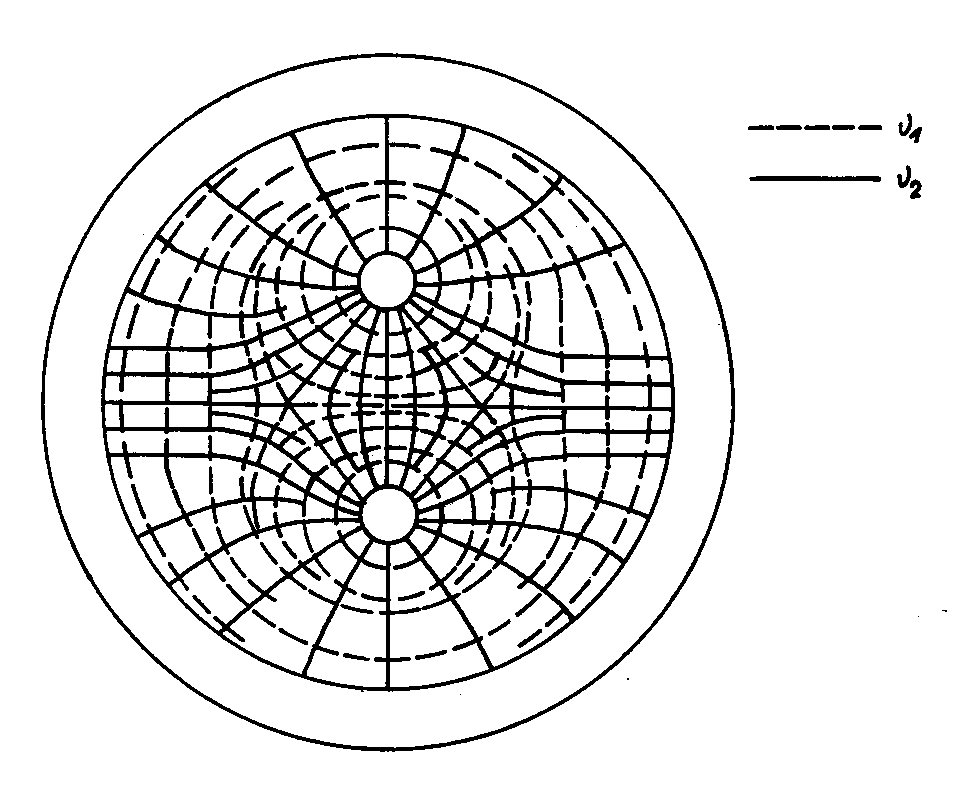
Spannungslinien einer Druckglasdurchführung mit zwei Kontaktdrähten.

Glas-Metall-Verbindungen (Glas-Metall-Verbindungstechnologie) und Glas-Metall-Dichtungen (GTMS für Glas-to-metal-seal) werden häufig zur Herstellung von vakuumdichten Verbindungen (typisch 1E-8 l/s He) zwischen Glas und Metallen verwendet. Gegenüber Kunststoff- oder Gummidichtungen können Glas-Metall-Verbindungen beständiger gegen hohe Temperaturen, bestimmte chemische Einflüsse und externe Krafteinwirkung ausgeführt werden. In der Regel sind sie auch langlebiger.
Glasdurchführungen werden oft in einem Einschmelzofen hergestellt und können unter anderem als Druckglasdurchführung (engl. Compression seal) oder als angepasste Glasdurchführung (engl. Matched seal) ausgelegt sein.
Bei hohen Temperaturen werden viele kristalline Materialien von Glas benetzt, wodurch sich eine innige Verbindung ergibt, die allerdings oft entscheidend von oberflächlichen Oxidschichten der Materialien beeinflusst wird. Die Benetzbarkeit durch das Glas ermöglicht mechanisch zuverlässige und vakuumdichte Schmelzdichtungen mit Metallen und Keramiken.
Bei der Herstellung einer Glasdichtungen muss die mechanische Spannung im Glas während Produktion und Gebrauch begrenzt werden. Die thermische Ausdehnung von Dichtungsteilen aus verschiedenen Materialien unterhalb der Transformationstemperatur des Glases muss aufeinander abgestimmt sein. Hierfür wurden Gläser mit speziellen Zusammensetzungen entwickelt.
Abgesehen davon, müssen solche Gläser auch sehr oft andere Anforderungen, wie zum Beispiel hohe elektrische Isolation, besondere optische Eigenschaften etc., erfüllen. Die Abdichtbarkeit kann getestet und mit ausreichender Genauigkeit und Sicherheit von optischen Spannungsmessungen durch einen Glasabschnitt eines Testsiegels ausgewertet werden (ISO 4790). Abgesehen von Werkstoffkennwerten, wie beispielsweise dem Koeffizienten der linearen thermischen Ausdehnung, Transformationstemperatur und Elastizitätseigenschaften, kann auch die Abkühlgeschwindigkeit und die Form erheblichen Einfluss auf den Grad und die Verteilung der Dichtspannungen haben.
In Bezug auf die Ausdehnungskoeffizienten der technisch angewendeten Abdichtungsmetalle (zum Beispiel Wolfram und Molybdän) und Legierungen (NiFeCo, NiFeCr und andere spezielle Materialien) werden die entsprechenden Dichtungsgläser gruppiert und als „Wolfram-Dichtungsgläser“ oder „Kovar-Gläser“ bezeichnet. Erdalkali Borosilikatgläser und Aluminosilikatgläser haben die notwendige Dichtheit und Wärmebeständigkeit, die besonders geeignet für Wolfram- und Molybdän-Dichtungen sind, die für Lampen häufig verwendet werden.
Für den Werkstoff Kunststoff existiert ein verwandtes Verfahren: das Heißverstemmen.

## Anwendungen
Die Kontaktierung elektrischer Komponenten mit hermetischen Gehäusen kann durch Glasdurchführungen der Metalldrähte erfolgen.

## Siehe auch

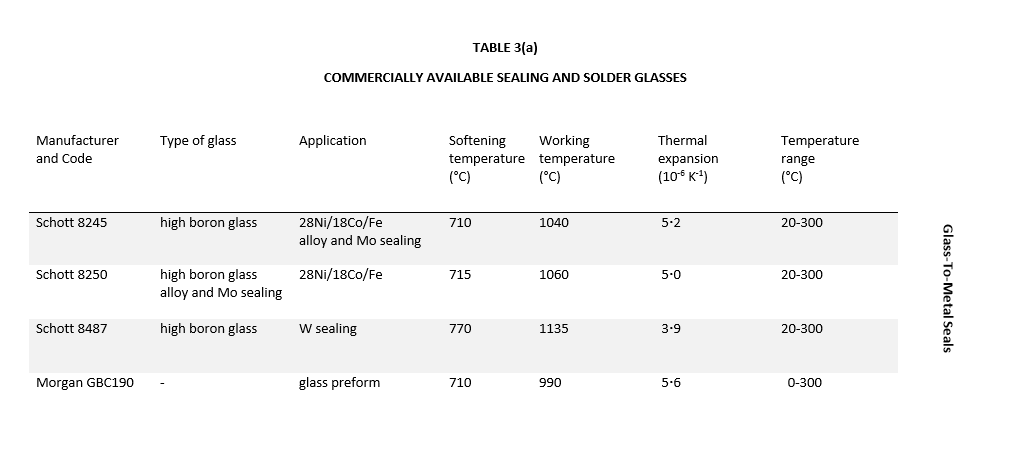
Niedrigschmelzendes Dichtungsglas (Glaslot)
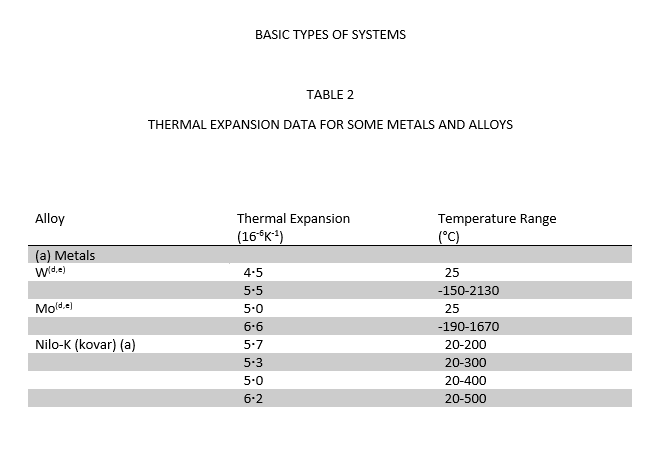
Wärmedehnung einiger Metalle und Legierungen